# Бискра (вилайет)
Би́скра (араб. ولاية بسكرة‎) — вилайет в восточной части Алжира, одноимённый своему административному центру, городу Бискра. Находится в природном регионе Орес.

## Географическое положение
Вилайет Бискра лежит на стыке между густонаселённой северной и малонаселённой южной частью страны недалеко от границы с Тунисом.
Граничит с вилайетами Батна на севере, Хеншела на востоке, Эль-Уэд и Уаргла на юге, Джельфа и Мсила на западе.

## Административное деление
Административно вилайет разделен на 12 округов и 33 коммуны:

### Округа

1. Бискра•
2. Джемура•
3. Эль-Катара•
4. М’Шунеш•
5. Сиди-Окба•
6. Зерибет-эль-Уед•
7. Урлел•
8. Толга•
9. Улед-Джеллал•
10. Сиди-Халед•
11. Фугала•
12. Лутая

1. Бискра (Biskra)
2. Джемура (Djemourah)
3. Эль-Кантара (El-Kantara)
4. М’Шунеш (M’Chouneche)
5. Сиди-Окба (Sidi-Okba)
6. Зерибет-эль-Уед (Zeribet El Oued)
7. Урлел (Ourlel)
8. Толга (Tolga)
9. Улед-Джеллал (Ouled Djellal)
10. Сиди-Халед (Sidi Khaled)
11. Фугала (Foughala)
12. Лутая (Loutaya)